# Eurosia Fabris
Pour les articles homonymes, voir Fabris.
Eurosia Fabris (1866-1932), est une mère de famille italienne, proclamée bienheureuse par l'Église catholique. Elle est vénérée comme modèle de sainteté dans la vie quotidienne d'une famille catholique.
Elle est commémorée le 8 janvier selon le Martyrologe romain.

## Biographie
Eurosia Fabris, surnommée Rosina puis Mama Rosa, est née le 27 septembre 1866 à Quinto Vicentino, et passe toute sa vie dans les petits villages proches de Vicence. Elle est d'une famille d'agriculteurs qui exploite une petite ferme à Marola. Après deux ans d'école élémentaire, elle doit arrêter l'école pour aider aux travaux des champs. Elle a une vie dure dans son enfance, mais elle complète elle-même son éducation et étudiant le catéchisme et la Bible.
Toujours encline à la prière, elle oriente ses dévotions vers le Saint-Esprit, le crucifix, la Sainte Vierge et pour les âmes du purgatoire. Par la profondeur de sa vie spirituelle et sa simplicité de vie, elle passe pour une apôtre dans son entourage. Elle enseigne le catéchisme aux enfants, et donne aussi une instruction religieuse aux jeunes filles qui viennent la voir pour apprendre à coudre. Elle entre à la même époque au Tiers-Ordre franciscain.
Devenue l'idéal de la belle fille au village, elle écarte de nombreuses demandes en mariage, jusqu'à ce que, prise de compassion, elle accepte d'épouser Carlo Braban, un jeune veuf avec deux enfants à charge. Le mariage a lieu en 1886. 
Neuf enfants naîtront de leur union, mais plusieurs meurent en bas âge. Attentive à ses enfants, aux soins du foyer et de la ferme, Eurosia Fabris se fait remarquer comme une femme exemplaire par le voisinage. Très pieuse, son quotidien se base sur une profonde dévotion. Engagée dans sa foi, elle appartient au Tiers-ordre franciscain et enseigne le catéchisme à ses enfants et aux jeunes du village. Nombre de ses enfants se destineront à la vie religieuse. 
Mamma Rosa, comme elle était surnommée, meurt le 8 janvier 1932.

## Béatification
- 1975 : ouverture du procès en béatification.
- 7 juillet 2003 : le pape Jean-Paul II lui reconnaît le titre de vénérable.
- 6 novembre 2005 : cérémonie de béatification célébrée à Vicence par le cardinal José Saraiva Martins, au nom du pape Benoît XVI.